# ボーイズ・バラエティー協会
一般社団法人ボーイズ・バラエティー協会とは、ボーイズ芸（楽器を使用した漫談風の演芸）を中心に漫才、漫談、曲芸など様々な芸人が所属する団体である。日本演芸家連合に加盟している。

## 概要
1965年（昭和40年）に「東京ボーイズ協会」として発足。その後、ボーイズ芸として楽器と話術に長けたグループが減った為、門戸を広げ漫才、漫談、歌手などに幅広い芸人を集めた「ボーイズバラエティ協会」となった。2019年（令和元年）9月5日より「一般社団法人ボーイズ・バラエティー協会」として法人化。

## 歴代会長
出典：ボーイズ・バラエティー協会のあゆみ - YouTube
| 代数 | 芸名       | 芸種                               | 備考 |
| ---- | ---------- | ---------------------------------- | ---- |
| 1    | 柳家三亀松 | 音曲漫談                           |      |
| 2    | 坊屋三郎   | ボーイズ（あきれたぼういず）       |      |
| 3    | 灘康次     | ボーイズ（灘康次とモダンカンカン） |      |
| 4    | 大空かんだ | 漫才（大空なんだ・かんだ）・漫談   |      |
| 5    | 川田恋     | ボーイズ（灘康次とモダンカンカン） | 現職 |

## 役員
令和7年度
| 役職             | 芸名（コンビ・ユニット名）                                                                              |
| ---------------- | --- |
| 代表理事（会長） | 川田恋（灘康次とモダンカンカン）                                                                        |
| 理事（副会長）   | 紅チカコ（くれないぐみ）                                                                                |
| 理事             | 菊地仁（チャーリーカンパニー） ポンちゃん一座 遠藤三流（33フリッパ） 紅ジュン（くれないぐみ）（事務局） |
| 監事             | 風呂わく三                                                                                              |
| 相談役           | 大川ひろし グレート義太夫                                                                               |

## 定席興行
- 浅草東洋館 - 奇数月の下席（21-29日）が定席となっている（なお、30日は特別興行「特選 ボーイズ&バラエティ」として本協会員がメインで出演する）。興行では本協会員のほか、円楽一門会（主に三遊亭好楽一門）、落語立川流所属の落語家、講談協会所属の講談師（2023年7月より）が出演することがある。2012年3月までは毎月定席興行が行われていたが、近年の漫才協会の隆盛に煽られた形で、東京演芸協会（偶数月下席）と交互で興行を行っている。

## 所属会員
ボーイズバラエティ協会ホームページプロフィール掲載順（2024年8月現在）。名前後ろの括弧内は芸種。一部の会員は落語協会にも所属しており、協会の定席に出演できる。落語協会にも所属している会員は☆印で示す。
- 川田恋（灘康次とモダンカンカン）（歌とおしゃべり）
- 大川ひろし（ギタリスト）
- チャーリーカンパニー（高橋テツ、菊地仁）（コント）
- くれないぐみ（紅チカコ、紅ジュン）（お笑いバラエティ、漫才）
- エリザベス（くれないぐみの紅チカコによる漫談）
- 甘味けんじ（ぼうず漫談）
- のこぎりキング下田（のこぎり音楽）
- ストレート松浦（ジャグリング）☆
- ヒッポ・たぐ（ギター漫談）
- 風呂わく三（漫談）
- 社会人Z（漫談）
- 寒空はだか（漫談）☆[注 1]
- 岡大介（カンカラソング）☆
- 菊仙（太神楽曲芸）
- ポンちゃん一座（腹話術）
- 33フリッパ（GYON、遠藤三流）（漫才）
- めおと楽団ジキジキ（世田谷きよし、カオルコ）（面白音楽）☆
- グレート義太夫（ギター漫談）
- さいたまんぞう（漫談）
- 米粒写経（サンキュータツオ、居島一平）（漫才）☆
- 令和歌謡ペーソス（島本慶、米内山尚人、スマイリー井原）（音楽）
- こばやしけん太（音まね芸）
- 小沢ゆかり（歌手）
- 生田目彰彦（バラエティギタリスト）
- 深美よう子（歌手）
- ひらたのりこ（ピアノ）
- ふじ健介・東京助（ふじ健介、東京助）（漫才）
- チープユニット 宇奈月満（コント）
- 松田洋子（司会）
- 宗田千恵子（語・演・歌）
- 清水英彰（漫談）
- ピエロのまーくん（ピエロ芸）
- 夏木えいじ（歌手）
- 五条哲也（歌手）
- タブレット純（ムード歌謡漫談）☆
- 上の助空五郎（漫談）
- カルーア啓子（オートレース漫談）
- 恋ちゃんためちゃん（川田恋と生田目彰彦のコラボユニット）
- 東京さんた（アコーディオン漫談）
- はさみ家紙太郎（紙切り）
- 若菜春夫（デザイン部）
- 堀尾和孝（アコギ漫談）
- ザ・カンカンズ（川田恋と生田目彰彦とひらたのりこのコラボユニット）
- ウルルJUN（ウクレレ漫談）
- マジシャン・たけし（マジック）
- 荒木巴（マジック）
- わたらい良（江戸売り声）
- 太平洋（曲芸）
- Bちゃん（ギター漫談）
- さちまる。（ものまね）
- マジシャンまひろ（マジック）
- 知香（ものまね）
- 白丸（悉知政裕、泉弟）（漫才）
- 陳銘軒／竹村ゆうき（変面チンミン）
- 杉原徹 -TE`TSU-（ヴォードヴィル）
- ミニッツ（音楽漫才）
- マジシャン真優
- リスボン上田（ジャグリング）
- YUKI（曲芸マジック）
- サブリミット（曲芸・和のサーカス）
- 鰯家猫輔（音曲師）
- ジャンボリー鶴田（ロックンロール漫談）

## 落語家レギュラー出演者
五代目円楽一門会所属
- 三遊亭好太郎
- 三遊亭栄豊満

落語立川流所属
- 立川龍志
- 立川左平次
- 立川小談志
- 立川志ら玉

このほか、両派所属の前座（円楽一門会：けろよん、愛二郎、げんき、立川流：のの一、談声、公四楼）に加え、講談協会所属の前座（一龍斎貞心門下の貞司、貞介、神田山緑門下の山兎、山慶）が交代で定期的に前座として出演している（進行の補助も担当）。

## 過去の主な所属会員（故人を含む）
- 灘康次
- 前田隣
- 斉藤れを（元「東京大坊・小坊」）
- マイウェイ昌彦
- ローカル岡
- ミュージカルぼーいず
- 坊屋三郎
- 小島宏之
- 玉川カルテット
- バラクーダ
- いっこく堂
- せーじ・けーすけ
- あご勇
- 浮世亭とんぼ・横山まさみ
- コント青年団
- 水島敏（漫談、相談役）
- 泉たけし（紙切り、相談役、本名 古平博一）[注 2]
- つくえ朗央（司会・漫談）[注 3]
- 東京ボーイズ（菅六郎、仲八郎）（ボーイズ）
- 日高てん（元チャーリーカンパニー）（漫談）
- 日高のぼる（元チャーリーカンパニー）[注 4]
- 豊年万作（草笛＆モダンジョーク）
- アンクルベイビー（ボーイズ。瞳ジョージ[注 5]、大川ひろし）（ボーイズ）
- 藤本芝裕（音曲）★[注 6]
- 大空かんだ（浪曲漫談）
- 東京ガールズ（柳家小糸、柳家小夏）（音曲バラエティ）☆